# Jean-Étienne Despréaux
Pour les articles homonymes, voir Despréaux.
Jean-Étienne Despréaux est un danseur, chansonnier et auteur dramatique français né à Paris le 31 août 1748 et mort à Paris le 26 mars 1820.

## Biographie
Fils d’un hautboïste de l’orchestre de l’Académie royale de musique, il y débute lui-même en 1763, quatre ans après son frère Claude-Jean-François.
Danseur remarquable par sa légèreté dans la danse haute, il se fait applaudir dans plusieurs ballets :
- Pyrame et Thisbé, de La Serre, Rebel et Francœur (1771)
- Les Amours de Ragonde, de Destouches et Mouret (1773)
- Iphigénie en Aulide, de Du Roullet et Gluck (1774)
- Sabinus, de Chabanon et Gossec (1774)
- La Chercheuse d'esprit, ballet de Maximilien Gardel (1778).

Il prend sa retraite en 1781 avec une pension de 1 000 livres et épouse, le 14 août 1789, la célèbre danseuse Marie-Madeleine Guimard.
Charles Maurice, dans son Histoire anecdotique du théâtre, en parle en ces termes :
« Veuf depuis dix ans de la Guimard, Despréaux vient de mourir. Je préférais à ses écrits baroques son imitation des danseurs, parce qu’elle était plaisante. Du haut d’un tout petit théâtre dont le rideau était à moitié baissé, il introduisait sur la scène le doigt indicateur de chaque main affublé d’une tunique, avec maillot et chaussures formant de petites jambes. Puis, au son d’une musique de ballet, il exécutait si exactement des pas qu’on y reconnaissait le genre et les manières du danseur ou de la danseuse qu’il voulait rappeler ».

## Œuvres
Despréaux est l’auteur de plusieurs parodies d’opéras, que Louis XV appréciait particulièrement :
- 1777 : Berlingue, parodie d’Ernelinde de Sedaine et Philidor
- 1778 : Momie, parodie d’Iphigénie en Aulide de Gluck
- 1778 : Romans, parodie de Roland de Quinault et Lully
- 1780 : Christophe et Pierre-Luc, parodie de Castor et Pollux de Gentil Bernard et Rameau
- 1786 : Syncope, reine de Mic-Mac, parodie de Pénélope de Cimarosa
- 1801 : Jenesaiki, ou les Exaltés de Charenton, parodie de Béniovski ou les Exilés du Kamchattka de Boieldieu
- 1801 : La Tragédie au vaudeville, en attendant le vaudeville à la tragédie, parodie d’Othello de Jean-François Ducis

Il fit par ailleurs le prologue d’ouverture du théâtre de Trianon en mai 1780.
Mais il est surtout connu comme l’auteur de Mes passe-temps : chansons, suivies de l'Art de la danse, poème en quatre chants, calqué sur l'Art poétique de Boileau Despréaux, texte fondateur pour la chorégraphie considérée comme art à part entière, et non plus comme un simple divertissement.